# Bucanetes
Bucanetes Cabanis, 1851 è un genere di uccelli passeriformi della famiglia dei Fringillidi.

## Etimologia
Il nome scientifico del genere, Bucanetes, deriva dal greco βυκανητης (bukanētēs, "trombettiere", da βυκανη/bukanē, "trombetta").

## Descrizione
Si tratta di uccelli lunghi 12–15 cm, dall'aspetto massiccio e dal forte becco. Il piumaggio è bruno-grigiastro su tutto il corpo, con ali e coda nere e presenza  nei maschi di aree rosa più o meno estese a seconda della specie.

## Biologia
Si tratta di uccelli diurni e granivori, rigidamente monogami, che durante la stagione riproduttiva vivono in coppie e sono territoriali, mentre durante i mesi invernali possono riunirsi anche in stormi.

## Distribuzione e habitat
Le due specie ascritte al genere vivono rispettivamente in Nordafrica e Medio Oriente (trombettiere) e in Asia centrale (trombettiere mongolo): il loro habitat è rappresentato dalle aree desertiche e semidesertiche, con questi uccelli che si dimostrano molto mobili nella ricerca di cibo ed acqua.

## Tassonomia
Al genere vengono ascritte due specie:
- Bucanetes githagineus (Lichtenstein, 1823) - trombettiere;
- Bucanetes mongolicus (Swinhoe, 1870) - trombettiere mongolo;

Fino a tempi recenti, ambedue le specie venivano accorpate all'affine Rhodopechys (col quale Bucanetes forma un clade in seno alla tribù dei Pyrrhulini), coi nomi rispettivamente di R. githaginea e R. mongolica.
Talvolta, il trombettiere mongolo andrebbe ascritto a un genere a sé stante, Eremopsaltria, sebbene attualmente se ne ritenga corretta l'ascrizione a Bucanetes.